# Best (GARNET CROWのアルバム)
『Best』（ベスト）は、GARNET CROW初のベストアルバム。

## 解説
2005年10月26日に発売された。デビュー5周年を記念してのリリースである。サブタイトルは「Best Selection 2000 to 2005」。1stシングルから18thシングルまでの全シングル曲に、カップリング曲、アルバムからの人気曲、さらにセルフカバー曲と新曲を収録した2枚組のベストアルバムで、オリコン初登場4位を記録。2ndアルバム『SPARKLE 〜筋書き通りのスカイブルー〜』、5thアルバム『THE TWILIGHT VALLEY』に並ぶオリコン最高タイ記録である。
また、「Timeless Sleep」は「new recording」として再レコーディングされたものを、「スパイラル」は「すぽると! ver.」としてフジテレビ系『感動ファクトリー すぽると!』で使用されたバージョンをそれぞれ収録（このアルバムの裏面・歌詞カードには表記されていない）。これらはシングルおよびアルバムには収録されていないバージョンである。また、新曲として、岩田さゆりの2ndシングルとして提供した「空色の猫」をセルフカバーして収録した他、『GARNET CROW livescope 2005 〜I'm waiting 4 you & live〜』で初披露された「「さよなら」とたった一言で...」を初収録している。
前述の収録曲のほかに、シークレットトラックも収録されている。CD裏ジャケットやボックス、特製ブックレットには記述はなく、disc 2の盤面と歌詞ブックレット内部に記載されているのみである。
初回プレス盤特典として、5周年プレミアムライブ応募ハガキとCDサイズ卓上カレンダーが付属している。この応募ハガキの当選者のみが参加できたプレミアムライブ『GARNET CROW premium live 〜happy 5th anniversary〜』は2005年12月16日と12月17日に大阪中央公会堂で行われ、ここでは新曲「春待つ花のように」（後に5thアルバム『THE TWILIGHT VALLEY』に収録）が披露された。またこのライブの模様は、後に5thアルバム『THE TWILIGHT VALLEY』初回限定盤DVDでダイジェスト版が収録された。
推定売上枚数10万枚を記録している。
本作発売に合わせて、主要CDショップにてアーティストグッズが当たる抽選会が行われた。

## 収録曲

### Disc 1
1. 君の家に着くまでずっと走ってゆく (indies ver.)
2ndシングル。インディーズミニアルバム『first kaleidscope 〜君の家に着くまでずっと走ってゆく〜』に収録されているバージョン。
2. Mysterious Eyes
1stシングル
3. in little time
2ndシングル「君の家に着くまでずっと走ってゆく」のカップリング曲。アルバム初収録。
4. 二人のロケット
3rdシングル
5. 未完成な音色
3rdシングル「二人のロケット」のカップリング曲。アルバム初収録。
6. 千以上の言葉を並べても...
4thシングル
7. 夏の幻 (secret arrange ver.)
5thシングル。1stアルバム『first soundscope 〜水のない晴れた海へ〜』に収録されているバージョン。
8. flying
6thシングル
9. 水のない晴れた海へ
1stアルバム『first soundscope 〜水のない晴れた海へ〜』収録曲。
10. Last love song
7thシングル
11. call my name
8thシングル
12. Timeless Sleep
9thシングル。表記はないが、「new recording」として再レコーディングされたものを収録。
13. 夢みたあとで
10thシングル
14. Holy ground
2ndアルバム『SPARKLE 〜筋書き通りのスカイブルー〜』収録曲。

### Disc 2
1. スパイラル
11thシングル。表記はないが、「すぽると! ver.」としてフジテレビ系『感動ファクトリー すぽると!』で使用されたバージョンを収録。
2. クリスタル・ゲージ
12thシングル
3. 泣けない夜も 泣かない朝も
13thシングル
4. 君という光
14thシングル
5. 永遠を駆け抜ける一瞬の僕ら
3rdアルバム『Crystallize 〜君という光〜』収録曲。
6. 僕らだけの未来
15thシングル
7. 君を飾る花を咲かそう
16thシングル
8. 忘れ咲き
17thシングル
9. Sky 〜new arranged track〜
4thアルバム『I'm waiting 4 you』収録曲。
10. 夕月夜
4thアルバム『I'm waiting 4 you』収録曲。
11. 君 連れ去る時の訪れを
4thアルバム『I'm waiting 4 you』収録曲。
12. 君の思い描いた夢 集メル HEAVEN
18thシングル。アルバム初収録。
13. 空色の猫
岩田さゆりの「空色の猫」のセルフカバー。
14. 「さよなら」とたった一言で...
『GARNET CROW livescope 2005 〜I'm waiting 4 you & live〜』で初披露された曲。

secret track.
夢みたあとで (live scope 2004 ver.)

## 演奏
- 中村由利：Vocal, Chorus, Songs
- AZUKI七：Keyboards, Lyrics
- 古井弘人：Keyboards, Arrangement
- 岡本仁志：Guitar, Chorus

Disc 1
- ミゲル・サ・ペソア：Arrangement (#3.9)
- マイケル・アフリック：Chorus (#3)
- 大賀好修 (OOM, Sensation)：Guitar (#7.13)

Disc 2
- ミゲル・サ・ペソア：Arrangement (#5.9)
- 大賀好修：Guitar (#15)
- 岩井勇一郎 (db)：Acoustic Guitar (#15)
- 大橋雅人 (FEEL SO BAD)：Bass (#13.15)
- David C.Brown：Drums (#15)
- 車谷啓介 (db, Sensation)：Drums (#13)